# Ivan Santaromita
Ivan Santaromita (* 30. April 1984 in Clivio, Provinz Varese) ist ein ehemaliger italienischer Radrennfahrer.

## Karriere
Ivan Santaromita begann seine Karriere 2006 bei dem belgischen UCI ProTeam Quick Step-Innergetic.  In den Saisons 2008 bis 2010 war er Mitglied des italienischen Radsportteams Liquigas und war einer der Helfer von Ivan Basso bei dessen Giro d’Italia -Sieg 2010. Er gewann die Gesamtwertung der Settimana Internazionale 2010. Im Jahr 2013 gewann Santaromita die im Rahmen der Trofeo Melinda ausgetragene italienische Meisterschaft, nachdem er auf dem schweren Rundkurs zusammen mit Michele Scarponi sich aus einer fünfköpfigen Spitzengruppe löste und Scarponi um zwei Sekunden schlug. Nach Ablauf der Saison 2019 beendete er seine Radsportkarriere.

## Familie
Ivan Santaromita ist der jüngere Bruder von Mauro-Antonio Santaromita, der ebenfalls Radrennfahrer war.

## Erfolge
2008
- Mannschaftszeitfahren Vuelta a España

2010
- Gesamtwertung und Mannschaftszeitfahren Settimana Internazionale

2012
- Mannschaftszeitfahren Giro del Trentino

2013
- eine Etappe Giro del Trentino
- Italienischer Meister – Straßenrennen

2014
- Mannschaftszeitfahren Giro d’Italia

## Grand Tour-Platzierungen
| Grand Tour            | 2008 | 2009 | 2010 | 2011 | 2012 | 2013 | 2014 | 2015 | 2016 | 2017 | 2018 | 2019 |
| --------------------- | ---- | ---- | ---- | ---- | ---- | ---- | ---- | ---- | ---- | ---- | ---- | ---- |
| Giro d’ItaliaGiro     | –    | –    | –    | –    | 52   | 30   | DNF  | –    | –    | –    | –    | 102  |
| Tour de FranceTour    | –    | –    | –    | 83   | –    | –    | –    | –    | –    | –    | –    | –    |
| Vuelta a EspañaVuelta | 125  | –    | 65   | 117  | –    | 48   | –    | –    | –    | –    | –    | –    |